# إدوارد هايد
إدوارد هايد (18 مارس 1881 - 9 أكتوبر 1941)  (بالإنجليزية: Edward Hyde)‏ هو لاعب كريكت بريطاني وبريطاني (وحمل سابقاً جنسية المملكة المتحدة لبريطانيا العظمى وأيرلندا).